# Maksymian z Rawenny
Maksymian z Rawenny (ur. 498 w Puli na Istrii, zm. 21 lutego 556 w Rawennie) – diakon, dwudziesty szósty biskup (po św. Apolinarym) i pierwszy arcybiskup Rawenny (546-556), święty Kościoła katolickiego.

## Życiorys
Urodził się na wyspie Istria, na terenach obecnej Chorwacji i tu w Puli otrzymał święcenia kapłańskie na diakona. Opuściwszy wyspę udał się najpierw do Aleksandrii, a stamtąd do Konstantynopola, gdzie poznał i zaprzyjaźnił się z cesarzem Justynianem (zm. 565). Sakrę biskupią i paliusz przyjął w październiku 546 roku w Patras, z rąk papieża Wigiliusza, zostając pierwszym w historii diecezji raweńskiej arcybiskupem.
Jego wizerunek widnieje na bizantyjskiej mozaice z VI wieku w bazylice św. Witalisa, której budowę dokończył. Ufundował i konsekrował wiele kościołów w mieście, m.in. w 546 roku kościół św. Michała (wł. Chiesa di San Michele in Africisco) oraz w 549 kościół św. Apolinarego (wł. Sant'Apollinare in Classe).
Jego wspomnienie liturgiczne obchodzone jest 22 lutego (dawnej 21 lutego według wcześniejszego Martyrologium Rzymskiego).

## Galeria

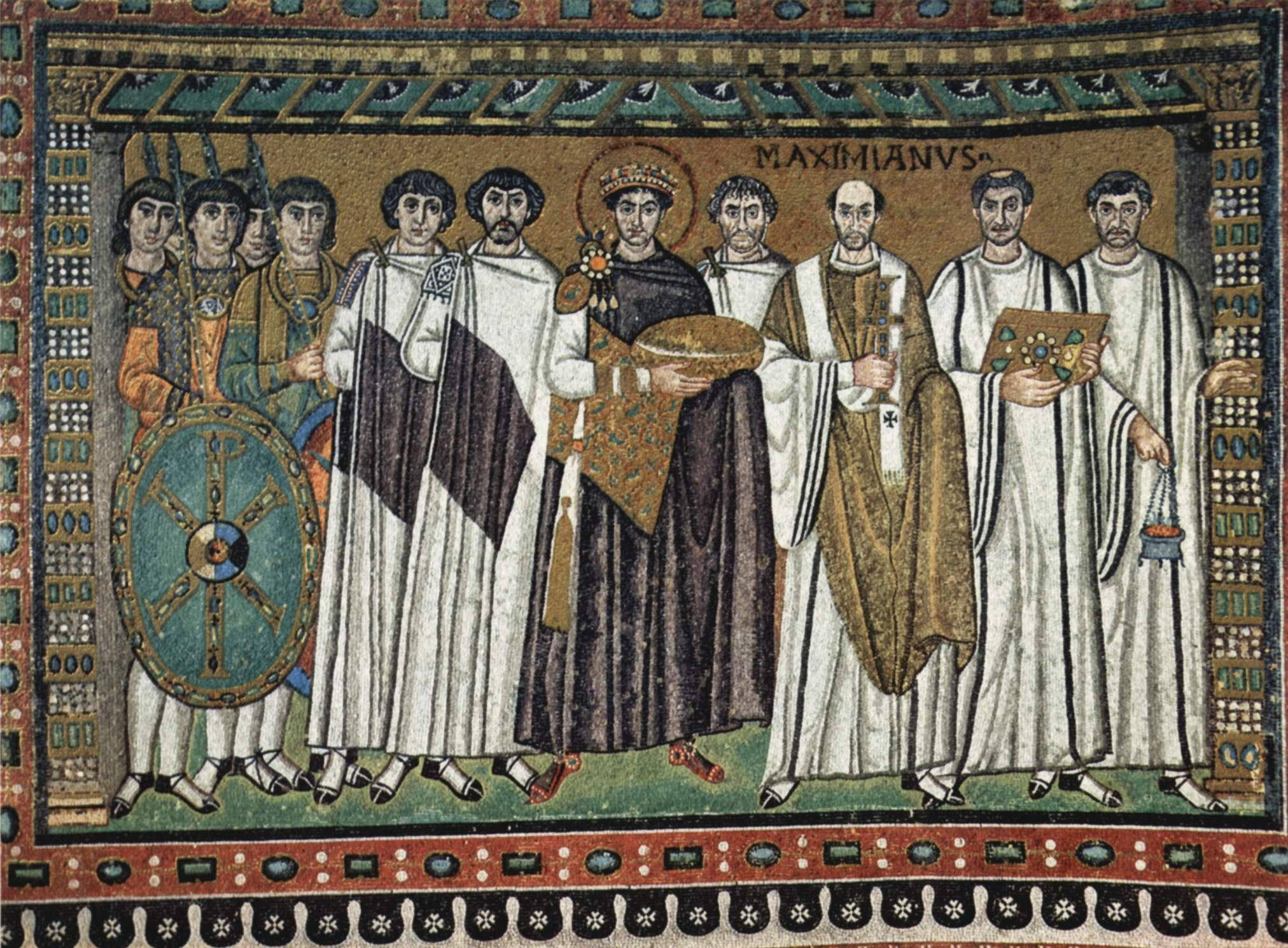
Justynian I Wielki (w środku) w otoczeniu dostojników. Trzeci od prawej św. Maksymian (w bazylice św. Witalisa w Rawennie).